# 星期日
星期日，又稱為星期天、禮拜天、禮拜日或週日，指在星期六与星期一之間的那一天，在一些国家中，尤其是美洲国家，星期日是一星期的第一天，是希伯来历一星期的第一天。
星期日的拉丁语名字是，意思是“太阳日”；法语是，来源于拉丁语词，意思是“主的日子”；英语是，来源于“太阳日”；俄语是，意思是“礼拜日”。
在古代中國大陆、台灣日治時期和現在的日本、韓國、朝鮮，一星期以「七曜」來分別命名，星期日叫日曜日（韓語：일요일）。在中国大陆民间、香港、臺灣稱禮拜天或禮拜日，也有簡稱禮拜/拜日。
在國際標準化組織ISO 8601將星期日定為一星期的第七天即最後一天。
在泰国，星期日（วันอาทิตย์）的代表色是红色。

## 休息日
321年3月7日，罗马帝國皇帝君士坦丁大帝下令将星期日定为罗马帝國的休息日。
现时大多数国家同樣规定星期日为休息日或公眾假期，政府部门、企业大多在星期六、星期日休息。但在东亚地区，对于销售、餐饮、觀光旅游等行业，星期日是生意最好的时间，這些行業大多將休息日訂在星期一。不過在中東一些穆斯林國家，星期日是工作日。
受旧约圣经的创世纪章节影响，不少基督徒都會在星期日休息，並選擇到教堂作礼拜，因此星期日得名為禮拜日，因為耶穌復活的日子就是星期天。

## 相关
- 主日
- 星期
- 星期六
- 安息日
- 周日